# کیارا دایان
کیارا دایان (انگلیسی: Kiara Diane؛ زاده ۲۹ آوریل ۱۹۸۷) یک بازیگر پورنوگرافی اهل ایالات متحده آمریکا است.